# Acaenitus rossicus
Acaenitus rossicus är en stekelart som först beskrevs av Meyer 1922.  Acaenitus rossicus ingår i släktet Acaenitus och familjen brokparasitsteklar. Inga underarter finns listade i Catalogue of Life.